# 永井孝則
永井 孝則（ながい たかのり、1987年11月26日 - ）は、日本の男性声優。大阪府出身。血液型はO型。
アミューズメントメディア総合学院東京校卒業。

## 人物
アミューズメントメディア総合学院在学時に「電撃アニメDE夢実現 AMG声優☆誕生コンテスト」で本多真梨子とともに優勝し、「我が家のお稲荷さま。」で声優デビュー。
ゲスト出演したラジオでマゾっ気たっぷりのコメントを披露したことがある。

## 出演作品

### テレビアニメ
- ことなかれヒーロー じんじゃーまん（ガーリッ君）
- ジュエルペット（夢の中の王子様、客）
- 我が家のお稲荷さま。（橋本緑、店員、男子 他）

### OVA
- この男子、宇宙人と戦えます。

### ラジオ
- 寺崎と裕香いな仲間たち♪ on the Radio（ソラトニワ原宿） - アシスタント[4]

### 舞台
- 劇団THE NEXT旗揚げ公演「燃ゆる暗闇にて」（2012年3月23日‐25日、ウエストエンドスタジオ）